# 凤山街道 (吕梁市)
凤山街道，是中华人民共和国山西省吕梁市离石区下辖的一个乡镇级行政单位。

## 行政区划
凤山街道下辖以下地区：
和平街社区、久安路社区、城北社区、凤山底村、崔家崖村、后王家坡村、前王家坡村、西崖底村、下水西村、上水西村、铨则焉村、袁家庄村和乔家沟村。